# ديفيد إيست
ديفيد إيست (27 يوليو 1957 في المملكة المتحدة - ) (بالإنجليزية: David East)‏ هو لاعب كريكت بريطاني. لعب مع نادي مقاطعة ساسكس للكريكت ‏.

## وصلات خارجية
- ديفيد إيست على موقع إي آس بي آن كريك إنفو (الإنجليزية)